# 拉科特
拉科特（法語：La Côte，法語發音：[la kot]）是法国上索恩省的一个市镇，属于吕尔区。

## 地理
拉科特（47°41'13"N, 6°34'19"E）面积6.93 平方千米，位于法国勃艮第-弗朗什-孔泰大區上索恩省，该省份为法国东部内陆省份，北起顺时针与孚日省、贝尔福地区省、杜省、汝拉省、科多尔省和上马恩省接壤。
与拉科特接壤的市镇（或旧市镇、城区）包括：马尔布昂、马尼达尼贡、拉讷韦勒莱吕尔、帕朗特、龙尚、鲁瓦。
拉科特的时区为UTC+01:00、UTC+02:00（夏令时）。

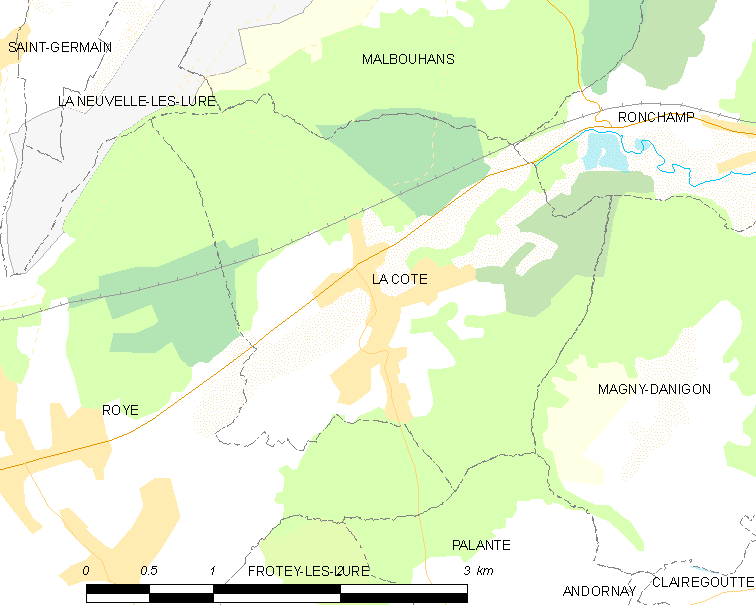
拉科特的OSM定位图

## 行政
拉科特的邮政编码为70200，INSEE市镇编码为70178。

## 政治
拉科特所属的省级选区为吕尔第二县。

## 人口

1962-2008年间拉科特人口变化图示

拉科特于2022年1月1日时的人口数量为526人。